# أبو جلوس (حلب)
أبو جلوس قرية سوريّة تتبع إداريّاً لمحافظة حلب منطقة السفيرة ناحية الحاجب، بلغ تعداد سكانها (202) نسمة حسب التعداد السكاني لعام 2004.